# Estação Villa de Vallecas
Villa de Vallecas é uma estação da Linha 1 do Metro de Madrid (Espanha).

## História
A estação foi inaugurada em 7 de março de 1999.